# Klemens VI
Klemens VI (łac. Clemens VI, właśc. Pierre Roger de Beaufort OSB; ur. między majem 1291 a majem 1292 w Maumont w Limousin, zm. 6 grudnia 1352 w Awinionie) – papież w okresie od 7 maja 1342 do 6 grudnia 1352.

## Życiorys

Klemens VI w sprawie zwrotu Polsce ziemi kujawskiej i dobrzyńskiej przez zakon krzyżacki – dokument z 1342 roku.

Był synem Guillaume'a Rogera, właściciela posiadłości Rosier d'Egleton. W wieku 10 lat wstąpił do klasztoru benedyktyńskiego w La Chaise-Dieu w Owerni. Uznany za wybitnie uzdolnionego, w wieku 15 lat został wysłany na studia do Paryża, gdzie 12 maja 1323 na polecenie papieża Jana XXII nadano mu tytuł magistra teologii oraz licencia docendi, czyli prawo do nauczania na uniwersytecie, mimo że nie wypełnił jeszcze wszystkich zwyczajowo wymaganych ku temu warunków. Był kolejno przeorem benedyktyńskich klasztorów w St. Pantaleon (1316), Savigny (1323) oraz Saint Baudil w Nîmes (1324). W 1326 został opatem Fécamp. Jego kariera przyspieszyła znacząco po wstąpieniu na tron króla Francji Filipa VI w 1328. Dzięki jego protekcji został kolejno biskupem Arras (3 grudnia 1328), arcybiskupem Sens (24 listopada 1329) i w końcu arcybiskupem Rouen (14 grudnia 1330). Przez krótki czas był kierownikiem kancelarii króla Filipa VI z tytułem garde des sceaux (1334). 18 grudnia 1338 papież Benedykt XII mianował go kardynałem prezbiterem i 12 maja 1339 przydzielił mu jako kościół tytularny parafię SS. Nereo e Achilleo.
Po śmierci Benedykta XII, został jednogłośnie wybrany, przyjął imię Klemens VI i został czwartym papieżem awiniońskim.
Wkrótce po wyborze, do Awinionu przybyła delegacja rzymska, by błagać papieża, o przeniesienie do Rzymu (Klemens był temu przeciwny) i o zmianę obchodów roku jubileuszowego – miał być świętowany co 50 lat, a nie co 100 (papież wyraził na to zgodę). Klemens zdecydowanie nie chciał powrócić do Rzymu i nawet zakupił miasto Awinion od królowej Joanny I neapolitańskiej, będącej również hrabiną Prowansji, w celu zapewnienia kurii stałego miejsca pobytu. Pomimo to, interesował się sytuacją w Rzymie i początkowo popierał trybuna ludowego, Colę di Rienzi, lecz później pozbawił go urzędów i ekskomunikował.
Podczas wojny stuletniej popierał królów Francji, czym nie jednał propapieskich sympatii w Anglii. Udało mu się doprowadzić do rozejmu w Malestroit w 1343. W 1346 r. zdetronizował Ludwika IV Bawarskiego i dał tytuł króla rzymskiego Karolowi IV Luksemburskiemu. Dążył do zawarcia unii z Konstantynopolem i do organizacji krucjaty, na której sfinansowanie już od paru lat nakładane były podatki i pobierane dziesięciny. Powierzył zakonowi braci mniejszych opiekę nad Grobem Świętym i Wieczernikiem, dając w ten sposób początek Franciszkańskiej Kustodii Ziemi Świętej. W połowie XIV wieku wydał pierwszy dokument, ogłaszający uporządkowaną naukę kościoła o odpustach oraz zezwolił na publiczne wystawianie całunu. 15 maja 1352 r. wydał bullę wzywającą Polskę, Czechy i Węgry do krucjaty przeciwko Tatarom.
Do Kolegium Kardynalskiego powołał 25 kardynałów, spośród których tylko czterech nie było Francuzami, a aż siedmiu było jego krewnymi (wśród nich późniejszy papież Grzegorz XI) i trzech innych powinowatymi.

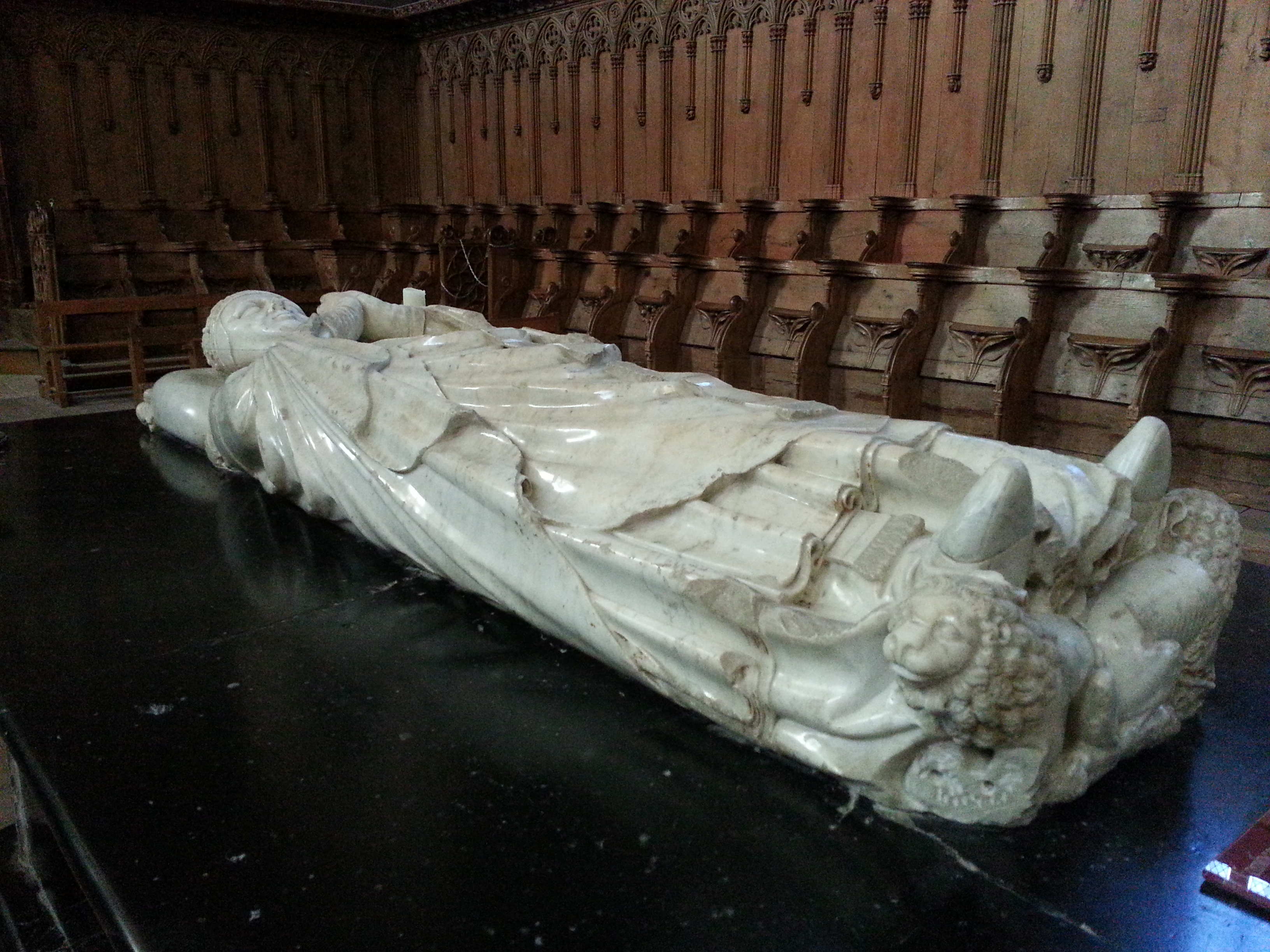
Grób Klemensa VI w opactwie La Chaise-Dieu

Zmarł po krótkiej chorobie w Awinionie w 1352 r. i zgodnie z życzeniem, został pochowany w klasztorze La Chaise-Dieu. W 1562 r. jego grób został zbezczeszczony, a zwłoki spalone przez hugenotów. Przez historyków jest uznawany za jednego z lepszych papieży okresu „niewoli awiniońskiej”; był dobrym administratorem i politykiem. Kiedy na Awinion uderzyła w 1347 roku "czarna śmierć", Klemens pomagał ubogim i bezdomnym. Papież przeciwstawiał się pogromom Żydów, a nawet oferował im schronienie w Awinionie.

### Życie prywatne
Wysuwane przez Petrarkę i Matteo Villaniego posądzenia o jego rozwiązłe życie prywatne, należy odrzucić jako nieuzasadnione – papież był uznawany za człowieka pobożnego. Jego domniemana kochanka, która miała go zdominować i decydować o wielu kościelnych nominacjach oraz wydatkowaniu pieniędzy, wicehrabina Cecylia z Turenne, w rzeczywistości nigdy nie mieszkała w Awinionie, a zachowana korespondencja między nią a papieżem nie potwierdza ani romansu między nimi, ani domniemanego jej wpływu na Klemensa VI.